# Rudayan
Rudayan é uma cidade e uma nagar panchayat no distrito de Budaun, no estado indiano de Uttar Pradesh.

## Demografia
Segundo o censo de 2001, Rudayan tinha uma população de 7130 habitantes. Os indivíduos do sexo masculino constituem 53% da população e os do sexo feminino 47%. Rudayan tem uma taxa de literacia de 38%, inferior à média nacional de 59.5%: a literacia no sexo masculino é de 49% e no sexo feminino é de 25%. Em Rudayan, 21% da população está abaixo dos 6 anos de idade.